# Wadwani
Wadwani är en ort i Indien.   Den ligger i distriktet Bid och delstaten Maharashtra, i den centrala delen av landet, 1 100 km söder om huvudstaden New Delhi. Wadwani ligger 507 meter över havet och antalet invånare är 15 000.
Terrängen runt Wadwani är huvudsakligen platt, men västerut är den kuperad. Runt Wadwani är det ganska tätbefolkat, med 179 invånare per kvadratkilometer. Närmaste större samhälle är Dhārūr, 19,8 km söder om Wadwani. Trakten runt Wadwani består till största delen av jordbruksmark.